# ماركوس دو سوتوي

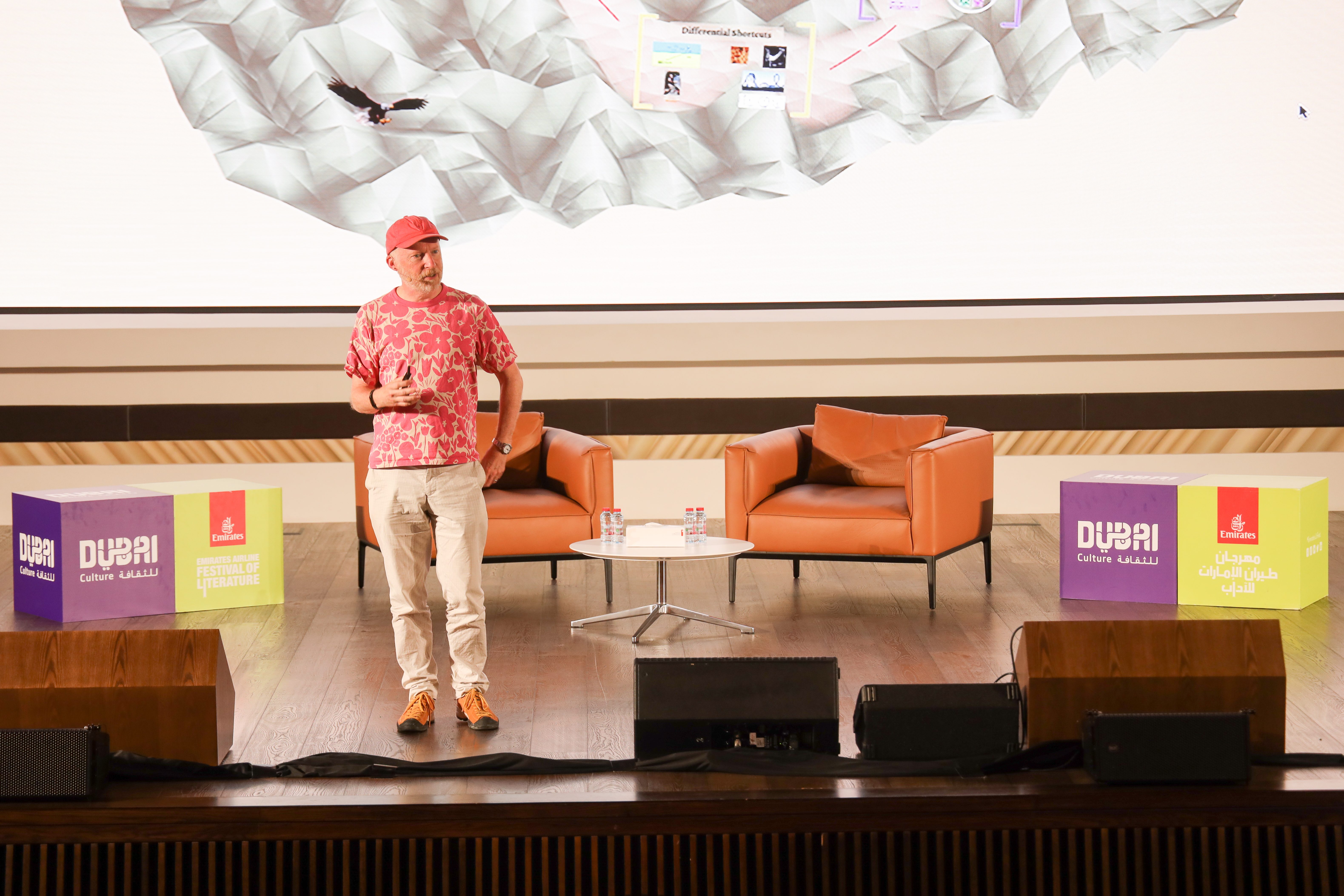

ماركوس بيتر فرانسس دو سوتوي (بالإنجليزية: Marcus Peter Francis du Sautoy)‏ (ولد في 26 أغسطس 1965) أستاذ سيمونيي للفهم العام للعلوم وأستاذ في الرياضيات في جامعة أوكسفورد. وهو زميل سابق لأُول سولز كوليدج وكلية وادهام، وهو الآن زميل نيو كوليدج. كما أنه رئيس الجمعية الرياضياتية. وقد كان سابقًا زميلًا إعلاميًا كبيرًا لمجلس بحوث العلوم الفيزيائية وزميل بحوث الجامعة للجمعية الملكية.
يتعلق عمله الأكاديمي بنظرية الزمر ونظرية الأعداد بوجه خاص. في أكتوبر 2008 عُين لأستاذية سيمونيي للفهم العام للعلوم، خلفًا لحاملها الأول ريتشارد دوكينز. تُنطق كنيته /d[invalid input: 'u-']ˈsoʊtɔɪ/ (doo-SOH-toy).

## روابط خارجية
- ماركوس دو سوتوي على موقع IMDb (الإنجليزية)
- ماركوس دو سوتوي على موقع قاعدة بيانات الفيلم (الإنجليزية)